# 自動車排出ガス規制

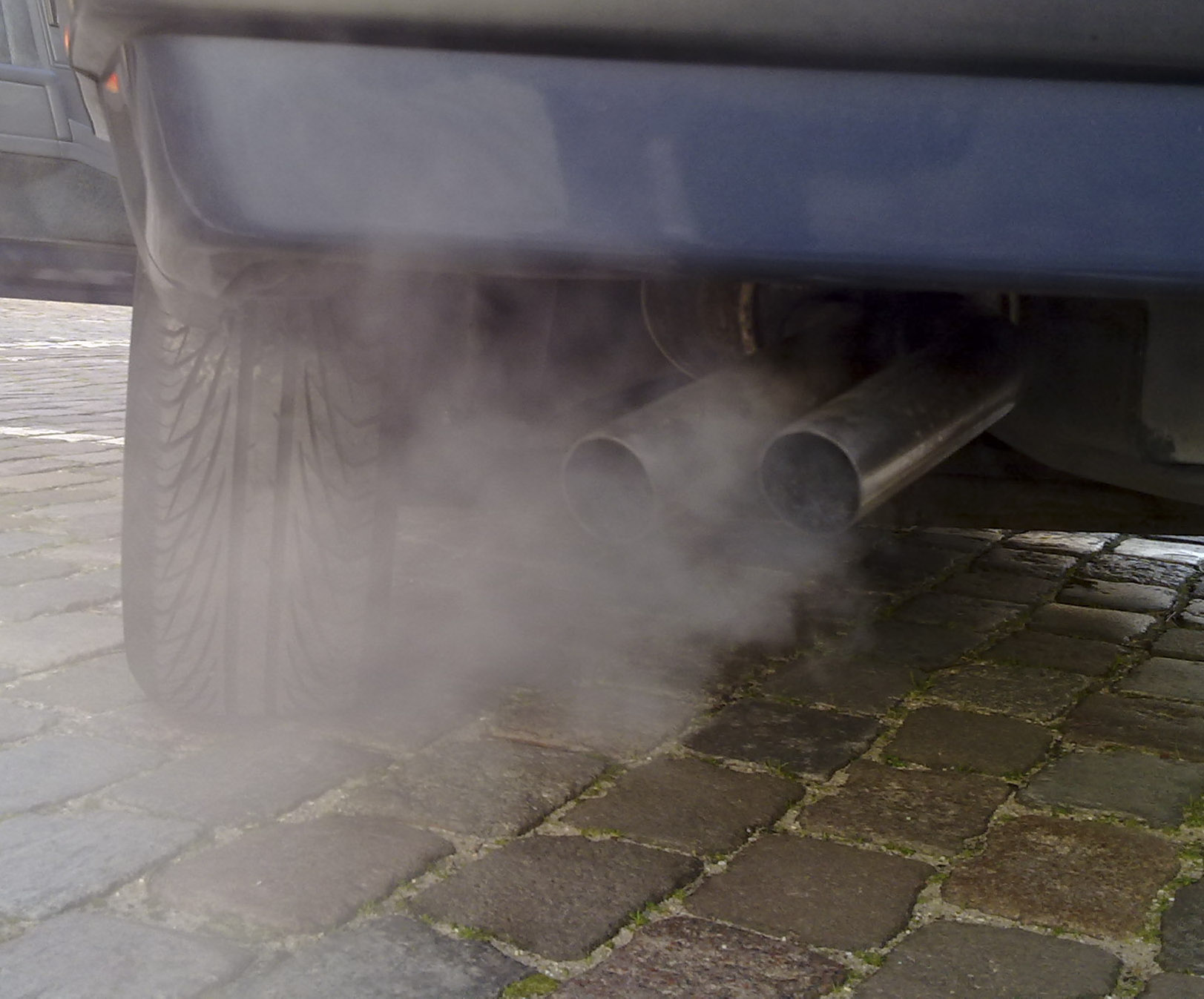
排気ガス

自動車排出ガス規制（じどうしゃはいしゅつガスきせい、英: Vehicle emissions control）とは、自動車の内燃機関から排出されるガス（排出ガス、排気ガス、排気）に含まれる有害物質の量の規制の総称である。自動車排ガス規制、自動車排気ガス規制とも呼ばれる。
国や自治体、中央政府や各州（各自治体）の政府ごとに規制値が定められており、例えば一酸化炭素（CO）・窒素酸化物（NOx）・炭化水素類（HC）・黒煙など、大気汚染や健康被害をもたらす物質の排出上限を定めている。
アメリカ合衆国において1963年に「大気浄化法」、1970年に「マスキー法」が成立したことで、世界各国でも本格的な排出ガス規制が行われるようになっていった。

## 歴史
ガソリンを燃焼させる内燃機関を備えた自動車は、20世紀初頭に米国や欧州で急速に普及が進んだが、自動車の排気ガスによって大気の汚染が生じた。
排出ガスに含まれる大気汚染物質として硫黄酸化物、一酸化炭素、窒素酸化物などがあり、これらは呼吸器疾患や心血管疾患などを引き起こし、がんのリスクを高める原因となっている。また、触媒コンバータで捕獲されない二酸化炭素は地球温暖化を促進している。
米国の例では、自動車販売台数は1951年時点で627万台、1955年には800万台を越えた。走行する自動車が増えた分、都市部を中心に大気汚染が進み、健康被害が出始めた。さらに1950年代から排気量を増やしトルクを高めた車（いわゆる「マッスルカー」）が登場し、有毒排気ガスにより大気汚染がさらに進んだ。
米国では1950年代から各州や連邦政府により排ガスによる大気汚染の研究が徐々に進んだ。当時の排ガス規制は地方の街でわずかに実施されていただけであったが、調査によって大気汚染は一つの街や特定の州の中だけで収まらず、境界線（街境や州境）を越える点が指摘された。それにもかかわらず、自動車メーカー各社は排気ガスの浄化対策は遅れ、逆に1960年代では売上台数を伸ばそうとマッスルカーのような高排気量の新車ラインアップを広げることに注力した。消費者側も自動車の排ガスの影響は周知されず排気量の多い車を購入し続け、大気汚染や健康被害はさらに深刻化した。
1963年に連邦法（米国全体の法）として大気浄化法が成立した。さらに米国上院議員のエドマンド・マスキーが環境保護のために、さらに厳格な排ガス規制のため大気浄化法の改正案（大気汚染防止法、通称「マスキー法」）を提出し、1970年に成立した。これにより、自動車メーカー会社は排ガス規制の対策に前向きに取り組むようになり、代わりにマッスルカーのような排気量が過度に多い車種は衰退していった。
米国の自動車メーカー各社は排ガス対策のノウハウが不足しており、すぐには規制値をクリアできなかった。一方、日本の自動車メーカーでは米国の新しい規制値をも満たすエンジンおよびコンパクトカーの開発に成功し、米国への輸出が拡大する一因になり、日本車が世界で高い認知を得ることに繋がった。大規模な排気ガス規制により、自動車の普及と人々の健康や環境保護が両立する可能性が見えてきて、米国を倣う形で各国で排気ガス規制法の制定が進んだ。

関連法規と規制
- 1963年米国、大気浄化法
- 1970年米国、マスキー法（エドマンド・マスキー）
- 1979年日本、エネルギーの使用の合理化等に関する法律（省エネ法） - 1979年施行。制定当時は日本版CAFE（英: corporate average fuel economy、企業別燃費基準）の性格も帯びており、0.75-1tクラスで13km/Lという燃費目標が定められたほか、それまでの触媒の定期交換義務を廃止するなど、自動車メーカーの排ガス対策機器の構造や採用動向にも影響を与えた。
- 1990年以降の米国や日本など、低公害車 - 1990年カリフォルニア州を中心に米国で認定が開始され、日本もそれに倣う形で制定を行っている。
- 1998年の日本、平成10年アイドリング規制 - 1998年施行[3]
- 2000年～ 日本、低排出ガス車認定制度
- 2006年（平成18年）4月1日　日本で施行、特定特殊自動車排出ガスの規制等に関する法律（通称・オフロード法） - 公道を走行しない農業機械、建設機械などに対する排ガス規制。

## 世界各国

### 米国
アメリカ合衆国内においては1963年に成立した大気浄化法（Clean Air Act of 1963）を根拠として、連邦政府が定める規制と各州政府（state government）が独自に定める規制が存在する。
特にカリフォルニア州は周年の排ガス検査の義務付け（カリフォルニア州スモッグチェック制度）を含めた厳しい規制を実施している。その他の49州は特に規制値の制定が無い限りは、1968年に成立し原則として1994年以降に義務付けられたアメリカ合衆国環境保護庁（EPA）の定める米連邦排出ガス規制に依る。米国では1996年以降ECUの通信規格のOBD2規格への完全移行を達成し、この世代を境に規制基準値の強化が行われた。カリフォルニア州の規制は、カリフォルニア州大気資源局（CARB）により定められており、州知事命令（Executive Order、EO）により、具体的な適用車種やモデルイヤーの範囲、規制値などが決定された。
カリフォルニア州、とりわけロサンゼルスは盆地が多く大気の滞留が起こりやすい地形であったが、郊外住宅地を重視した高速道路網や、地下鉄や鉄道等の公共交通機関の整備が遅れ、都市部のモータリゼーションが急速に発展した。その結果、全米50州でも特に大気汚染が深刻となり、第二次世界大戦中の1943年には早くも光化学スモッグの発生が記録された。
このスモッグは1952年に自動車から排出されるHC及びNOxが原因である事が特定され、1962年には米国初の排ガス規制である「クランクケース・エミッション規制」が州法で規定され、同州内で販売される車両へのPCVバルブ装着が義務付けられた。1965年からは独自に排気ガスへの規制も始まり、1967年にCARBが創立されて以降は、世界的にも先進的な規制政策が実施された。そのため自動車メーカーはカリフォルニア州で販売される車種には新型の排ガス対策機器の搭載や触媒の連装化、エンジン自体の特殊な改修を盛り込んだ「カリフォルニア州仕様」を別途設定するようになった。
現在でも米国内の排ガス対策機器の補修部品（特に触媒）においては、カリフォルニア州向けの専用品がラインナップされている。前述の1994年全米規制値のモデルともなった1993年時点のCARB規制値では、日本の昭和53年規制に匹敵する基準が課され、1990年以降段階的に制定されている各種の低公害車（LEV）仕様では、日欧の規制値を上回る厳しい値が制定される事もある。
カリフォルニア州以外では、テキサス州のテキサス鉄道委員会（RRC）がLPGエンジンのみを対象に独自の規制値を定めている。これは同州のガス田やパイプライン輸送開発などのエネルギー産業に対する規制と密接に関連する。
米連邦内では石油危機を契機に、1978年から企業別燃費基準（CAFE）が世界に先駆けて制定された。1975年前後の各社の排出ガス対策は、キャブレターの予熱等の霧化効率向上（CO、HC抑制）、希薄燃焼やバルブオーバーラップの増大等で燃焼室温度を下げるエンジンの改良（NOx抑制）、排気再循環（EGR）や二次空気導入装置（サーマルリアクター）などの後処理装置の追加などが主流であった。当時は還元・酸化などの二元触媒や三元触媒はまだ高価な上に信頼性が不十分であり、十分に普及しなかった。
1970年代当時は、触媒は耐久性の課題から定期交換を前提とした法整備がされており、交換コストを下げるために粒状の触媒を排気管に詰め込み、触媒のみの定期交換を容易としたペレット式を採用することが多かった。しかし、ペレット式は浄化効率や排圧の面で難があり、なんらかの要因で容器内のペレットの保持構造が破損した場合、排気口から車外にペレットが飛散する恐れがあった。
しかし従来型の排ガス対策では排ガス性能向上と燃費がトレードオフの関係になりやすかったため、CAFEの制定以降は浄化性能と燃費基準の両立が次第に難しくなり、各メーカーは構造面や方向性における転換を迫られた。
その後、三元触媒の製造技術の向上により排気効率や耐久性が確保され、ペレット式ではなく排気管形状に合わせて成型固化するモノリス式が採用され、定期交換は必須ではなくなった。1980年代初頭より三元触媒にO2センサーを組み合わせ、空燃比測定による燃調のフィードバック制御を電気的に行う事で、浄化性能と出力性能、省燃費の全ての要素を満足する三元触媒方式が今日まで続く世界的なデファクトスタンダードとなった。
2012年、バラク・オバマ政権下のアメリカ合衆国環境保護庁は、2022年から2025年型（モデルイヤー）車までの基準について技術的な評価を行い、2025年の規制値を1ガロン当たり54.5マイル（1リットル当たり23.2キロメートル）の燃費にするなどの基準を設定。カリフォルニア州など独自に厳しい規制（ZEV規制）を設定していた州も新たな連邦政府の基準に交流することとなった。
2016年アメリカ合衆国大統領選挙で地球温暖化を否定するドナルド・トランプ政権が発足すると、2018年8月には燃費基準の大幅な緩和方針を発表。緩和に反対するカリフォルニア州などと対立した。2019年9月、連邦政府はカリフォルニア州などに認めてきた独自環境規制の特例撤廃を発表。同州を含む23州は決定無効を求めて提訴した。

### カナダ
カナダではカナダ環境省が規制を定めている。

### ヨーロッパ
旧西ドイツ時代の1985年から独自の規制値（西独排出ガス規制）を定めていたドイツのような事例もあるが、今日のヨーロッパ諸国は欧州連合（EU）が定めるEU圏内統一排出ガス規制に則り、それぞれの国内法にて規制値を制定している。
EUの規制値はその世代により「ユーロx（数字）」の表記で区分が行われ、日本では2ストローク機関搭載のオートバイも規制対象となったユーロ3でにわかに注目が集まった。EU圏内では1992年7月のユーロ1に始まり、2023年現在はユーロ6、2025年7月（少量生産車は2030年7月）からはユーロ7が適用される予定であり、中国を始めとする新興国や発展途上国の多くも、ユーロ2やユーロ3等の世代の古い規格を準用している場合が多い。
EUの2021年の燃費規制は、欧州で販売するメーカー平均で走行1キロメートルあたりの二酸化炭素（CO2）排出量を95グラム以下に抑える必要がある。三井物産戦略研究所によると、ガソリン車の燃費に直すと1リットルあたり24.4キロメートルとなる。1グラム超過するごとに販売1台あたり95ユーロの罰金を払わなければならない。2030年までに2021年目標比で、CO2排出量を新車の乗用車は37.5 %、新車の小型商用車では31 %削減することも決定している。

### インド
2010年代の首都ニューデリーの空気質指数（AQI）は、大気汚染で深刻なレベルとされてきた北京市より悪化した。このことからインド政府は、2017年にBS4（BSはバーラトステージの略。規制内容はユーロ3と同レベル）規制を導入したほか、2020年からはBS6（ユーロ5と同レベル）規制を導入する。2018年にはBS6適合車両向けの低硫黄燃料の供給も始まった。

## 日本
大気汚染防止法や自動車NOx・PM法、都道府県によるディーゼル車規制条例などが含まれる。近年は特に、ディーゼルエンジンから排出される窒素酸化物（NOx）・粒子状物質（PM）、硫黄酸化物（SOx）の排出規制が厳しくなっている。
この節では日本の法律用語における記載にならって「自動車排出ガス規制」とする。

### 規制手法
2018年現在、日本国内で行われている自動車排出ガス規制の手法は、単体規制、車種規制、運行規制と呼ばれる3種に大別される。
単体規制
一定の走行条件下で測定された排出ガス濃度が基準を満たしていない車両の新車登録をさせないことにより、基準を満たす排出ガス性能を持つ車両のみを製造・輸入・販売させる規制手法である。新車登録時のみに適用され、中古車および使用過程車には適用されない。狭義の自動車排出ガス規制はこの手法による規制を指す。
道路運送車両法、自動車排出ガスの量の許容限度に基づく道路運送車両の保安基準による規制がこれにあたる。米国のマスキー法もこの手法をとる。
単体規制における排出ガス濃度基準の詳細は、以下の外部リンクを参照。
- 国土交通省 新車に対する排出ガス規制について
- 国土交通省 使用過程車 (PDF)

車種規制
一定の走行条件下で測定された排出ガス濃度が基準を満たしていない車両の新規登録、移転登録及び継続登録をさせないことにより、基準を満たさない車両を排除する規制手法である。中古車及び使用過程車も対象となるため、単体規制よりも新車代替が促進される。自動車NOx・PM法による規制がこれにあたる。
運行規制
車種、用途、燃料種、排出ガス性能その他について要件を定めて車両の運行を制限し、排出ガス性能の劣る車両の流入阻止や渋滞緩和を図り、沿道の大気汚染を防止する規制手法である。首都圏（埼玉県・千葉県・東京都・神奈川県）、大阪府・兵庫県・愛知県で実施中のディーゼル車規制条例による規制や、尾瀬・乗鞍スカイライン・上高地で自然保護のために行われるマイカー規制がこれにあたる。

### 識別記号
各規制ごとに識別記号があり、車両型式（かたしき）の前にハイフン （-）を伴って付与される。
排出ガス規制を受けない電気自動車や水素を燃料とする燃料電池自動車にも、それぞれ専用の記号が新設された。
詳細は以下の外部リンクを参照。
- 国土交通省 自動車排出ガス規制の識別記号一覧（平成16年規制以前） (PDF)
- 国土交通省 自動車排出ガス規制の識別記号一覧（平成17年規制以降） (PDF)  ※平成30年8月1日現在

### ディーゼル車の長短期規制
以下のように段階的に実施されてきた。
- 昭和54年排出ガス規制（1979年）識別記号：K-
- 昭和58年排出ガス規制（1983年）識別記号：P-
- 平成元年排出ガス規制（1989年）識別記号：U-
- 短期規制
  - 平成6年排出ガス規制（1993年）識別記号：KC-など
- 長期規制
  - 平成10年排出ガス規制（1996年）識別記号：KK-など
  - 平成11年排出ガス規制（1997年）識別記号：KL-など
- 新短期規制
  - 平成16年排出ガス規制（2003・2004年）識別記号：PA-・PJ-など
- 新長期規制
  - 平成17年排出ガス規制（2005年）ADG-・BDG・PKG-/PDG-など
- ポスト新長期規制
  - 平成22年排出ガス規制（2009・2010年）識別記号：LKG-・QKG-・SDG-など
- 平成28年排出ガス規制（2016年）識別記号：2DG-など

年次ごとの排出ガス規制の詳細については以下で説明する。

### 年次ごとの排出ガス規制

#### 1973年以前
日本における排出ガス規制は、1963年（昭和38年）に運輸省船舶技術研究所内に日本初の排気ガス測定装置を設置し、省内にて自動車排出ガス規制のための研究が開始されたことに端を発する。具体的な規制は1966年（昭和41年）、ガソリンを燃料とする普通自動車及び小型自動車の一酸化炭素濃度規制により開始された。これはアイドリング、加速、定速、減速の4つの走行状態（4モード）で台上測定を行い、CO濃度が3%以下となることを普通自動車及び小型自動車の新車に対して義務付けたものである。
当初は運輸省の行政指導という体裁であったが、1968年（昭和43年）には大気汚染防止法が成立したことで法的な根拠も確立され、同年の保安基準にて正式なものとなった。1969年（昭和44年）からは保安基準改正により段階的にCO濃度2.5%以下に規制が強化された。
同時に使用過程車に対しては、1967年（昭和42年）より整備事業者に対して排気ガス対策点検整備要領が交付され、エアクリーナーの状態、キャブレターからの燃料漏れなど16項目の点検整備を励行することが行政指導された。1970年（昭和45年）からは使用過程車に対するCO濃度試験も開始され、アイドリング検査でCO濃度が5.5%以下（1972年（昭和47年）からは4.5%以下）になることが求められるようになった。当時、このような排出ガス規制を本格的に行っていた国家は、大気浄化法のアメリカ合衆国と日本のみである。
1970年（昭和45年）、運輸技術審議会自動車部会において「自動車排出ガス対策基本計画」が策定され、昭和48年・50年の二段階での排出ガスの低減目標を設定。この時点では東京都内の排出ガス総量を、昭和50年において昭和38年相当量へ、昭和55年において昭和36年相当量への抑制を目標とすることを主旨としていた。
同時に、同年5月に東京都新宿区牛込柳町にて発覚した、大気汚染による牛込柳町鉛中毒事件への対策のため、段階的に有鉛ガソリンを無鉛化する方針も決定された。結果的に、昭和53年規制以降の三元触媒の普及にあたり、触媒の寿命を縮める要因の一つである、ガソリン中の鉛が除去される道筋が付けられた。
そして1973年（昭和48年）、新車及び使用過程車に対する排ガス試験項目が、炭化水素及び窒素酸化物にも拡大される形で、昭和48年排出ガス規制が成立。同時に、1970年大気浄化法改正法（マスキー法）を元として、同法が目標としていた1975年式以降のCO / HC及び1976年式以降のNOxは、それぞれ1970年式以前のCO / HC及び1971年式のNOxの少なくとも1/10以下に低減するという環境基準を、日本の排出ガス規制（昭和50年及び51年規制）においても、正式に適用することが決定された。

#### 1973年以後
- 使用過程車 - 昭和48年規制以前のいわゆる未対策車。昭和48年規制後は、昭和43年（1968年）以前に登録された車種を対象に暫定措置として、点火時期を数度遅らせる調整（遅角）し、点火時期調整ステッカー（正方形）の貼付を行うことが広く実施された。なお、この点火時期調整を経ても昭和48年規制の基準に適合出来ない4サイクルガソリンエンジン車に対しては、アイドルHC特殊ステッカー（楕円形）の貼付が行われた。

なお現在でも、現時点での排出ガス規制の施行以前に登録された車両は、法令上は全て「使用過程車」として扱われることになる。
- 昭和48年排出ガス規制 - 1973年施行。識別記号なし。ただし新車についてはエンジンルーム内にエンジン型式、排気量及び装着されている装置、エンジン調整値などを表記した上で、昭和48年排出ガス規制対策済車であることを示すコーションプレートやステッカーが貼付されていることで識別が行えた。

この年から出荷される車種には恒久措置としてディストリビューターに負圧式進角装置もしくは触媒（酸化触媒）コンバータの取り付けのいずれかが義務付けられた。さらにNOx値の高いものには排気再循環装置（EGR）が追加された。排出基準は車両総重量2,500 kgを境にこれより軽量なものを軽量車、重いものを重量車として区分し、多くの小型自動車と軽自動車は軽量車として区分された。また、2ストロークと4ストロークの排出基準が別に設定された。
なお「使用過程車」においても、昭和43年から49年度末に登録された車種に対しては、触媒か負圧式進角装置の後付けで排出ガス対策済（点火時期制御方式の排出ガス減少装置）ステッカー（丸形）貼付が認められた点が、後年の排ガス規制との決定的な違いである。
- 昭和49年排出ガス規制 - 1974年施行。識別記号なし。ディーゼルエンジン車に対する初の規制。NOxを49年使用過程車比80 %[20]に。燃焼室形状、噴射ポンプ、噴射ノズル、ガバナー、タイマーの変更で対応。以降、平成6年排出ガス規制までこれにEGRを追加した程度で対応。
- 昭和50年排出ガス規制 - 1975年施行。識別記号A（定員10人以下の乗用車）またはH（それ以外）。CO、HCを中心に大幅強化が行われたいわゆる「日本版マスキー法」。適合した車両に対しては排出ガス対策済ステッカー（丸形、横ストライプ入り）が貼付された。
- 昭和51年排出ガス規制 - 1976年施行。識別記号B（主に等価慣性重量1トン以下）またはC（それ以外）。NOxの大幅強化が行われた日本版マスキー法第二弾。適合した車両に対しては排出ガス対策済ステッカー（丸形、横ストライプ、二重輪郭のクローバーマーク）が貼付された。

本来はこの年度の規制でマスキー法の規定値を完全達成する予定であったが、74年に数度実施された環境庁及び衆議院での聴聞の席上、トヨタ自動車を筆頭とする国産9メーカーが連名で、「現時点の技術水準では昭和51年実施予定のマスキー法正規規定値への適合は、耐久性を度外視する手法以外では困難であり、昭和50年規制値を2年間継続することで技術開発の猶予期間を与えてほしい」旨を答申。これを承けた中央公害対策審議会は、マスキー法正規規定値を2年延長した1978年（昭和53年）より完全実施する旨を発表、昭和51年規制はNOxをメーカー答申を考慮した値に強化するに留まる暫定的なものとなった。
- 昭和50年暫定規制 - 2ストロークの軽自動車のために51年規制内に別枠で設けられた規制値。1976年4月1日より1977年9月30日までに製造される2ストローク車には、暫定措置として若干緩い規制値が適用された。なお、軽貨物車向け2ストローク機関については、昭和50年と51年以降で規制値に変化がないため、識別記号は50年のHが継続して使用された。

- 昭和52年排出ガス規制 - 1977年施行。識別記号なし。ディーゼルエンジン車および車両総重量2.5トンを超えるガソリン・LPGを燃料とする貨物自動車（いわゆる「重量車」）に対する規制。NOxは49年使用過程車比ディーゼル車68 %、ガソリン・LPG車59 %[20]。
- 昭和53年排出ガス規制 - 1978年施行。識別記号E（定員10人以下の乗用車）。昭和48年より始まった日本版マスキー法導入の集大成であり、NOx排出基準は48年4月以前使用過程車比8 %[20]まで縮減。この数値の達成は三元触媒コンバータの実用化によるところが大きい。マスキー法の目標値を完全達成し、当時「世界で最も厳しい規制」と言われた[23]規制値の厳しさのみならず、自動車検査登録制度（車検）により、定期的な排ガス試験が義務付けられていること、排ガス対策機器の取り外しが検査官により厳しく目視点検されていたことなども一因であった。

また、本規制より2ストロークと4ストロークの区分もなくなった。この後平成12年までさほど大きな基準値の変化はなく、平成12年規制まで一般乗用車や軽乗用車の代表的な規制であった。平成3年以降は試験モードが10・15モードに移行。
- 昭和54年排出ガス規制 - 1979年施行。ガソリン・LPG貨物車（軽貨物車を含む）は識別記号J、ディーゼル車は識別記号K。本規制より従来の規制では識別記号がなかったディーゼル車およびガソリン重量車にも識別記号が付与された。
- 昭和56年排出ガス規制 - 1981年施行。識別記号L。定員10人以下以外かつ2.5t以下の貨物車に対する規制。
- 昭和57年排出ガス規制 - 1982年施行。識別記号M（ガソリン）またはN（直接噴射式以外のディーゼル）。主に貨物車（軽貨物車を含む）に対する規制。
- 昭和58年排出ガス規制 - 1983年施行。識別記号P。直接噴射式のディーゼル車に対する規制。
- 昭和61年排出ガス規制 / 昭和62年排出ガス規制 - 1986年から1987年にかけて施行。識別記号Q。ディーゼル乗用車（普通自動車・小型自動車）に対する規制。
- 昭和63年排出ガス規制 - 1988年施行。識別記号R（ガソリン）またはS（ディーゼル）。主に貨物車（軽貨物車を除く）に対する規制だが、排出基準が53年規制並みに強化。平成3年以降は試験法が10・15モードとなる。
- 平成元年排出ガス規制 - 1989年施行。識別記号T（ガソリン）、U（ディーゼル）。大型ガソリン車・ディーゼル車に対する規制。平成3年以降は試験法が10・15モードとなる。
- 平成2年排出ガス規制 - 1990年施行。識別記号Vほか。54年、57年に次ぐ軽貨物車の規制強化で、平成10年代までの軽貨物車の代表的な規制であった。平成3年以降は試験法が10・15モードとなる。
- 平成4年排出ガス規制 - 1992年施行。識別記号Yほか。主に車両重量1265kg以上のディーゼル乗用車に対する規制。
- 平成5年排出ガス規制 - 1993年施行。識別記号KAほか。主にディーゼル貨物車に対する規制。本規制より識別記号がアルファベット2文字となる。
- 平成6年排出ガス規制 - 1994年施行。識別記号KCほか。主にディーゼル車に対する短期規制。
- 平成7年排出ガス規制 - 1995年施行。識別記号GB。大型ガソリン車・LPG車に対する規制。
- 平成9年排出ガス規制 - 1997年施行。識別記号KEほか。ディーゼル車・ハイブリッド車に対する規制。初のハイブリッド車に対する規制として識別記号が付与された。
- 平成10年排出ガス規制 - 1998年施行。識別記号KKほか。主にディーゼル車に対する長期規制。同時にオートバイに対する規制も開始され、125cc超250cc以下の普通自動二輪車（二輪の軽自動車/軽二輪）・第一種原動機付自転車（50cc以下）に対する規制が先行して開始された。
- 平成11年排出ガス規制 - 1999年施行。識別記号KL。主にディーゼル車に対する長期規制。同時に平成10年に続きオートバイの規制が行われ、250ccを超える普通自動二輪車（二輪の小型自動車/小型二輪）・第二種原動機付自転車（125cc以下）に対する規制が開始され、オートバイが完全に排ガス規制の枠内に組み込まれた。この規制により、キャブレター仕様のオートバイはほぼ全車種でFI（燃料噴射装置）化もしくは販売終了となり、2ストロークのオートバイは全滅となった。
- 平成12年排出ガス規制 - 2000年施行。昭和53年規制から大幅に規制が強化され、今日の一般乗用車の代表的な規制 である。この後の規制はこの平成12年規制をベースに何%低減できたかで論じられることが多い。当時の国産メーカーの著名なスポーツカーにとっては致命的な規制であり、トヨタ・スープラ、日産・スカイラインGT-R、フェアレディZやシルビア、マツダ・RX-7、三菱・GTO等はこの規制を達成する事が出来ずにモデル廃止となった。国内自動車産業の分岐点とも言われており、規制以降の国内主要メーカーは国外市場を主軸としていく事になる。
- 平成15年排出ガス規制 - 2003年施行。識別記号PAほか。主にディーゼル車に対する新短期規制。初めて粒子状物質への併用対策が求められた。また産業機械に対する第1次規制として、ディーゼル特殊自動車に対する規制もこの年次から開始された。
- 平成16年排出ガス規制 - 2004年施行。識別記号PJほか。主にディーゼル車に対する新短期規制。
- 平成17年排出ガス規制 - 2005年施行。ディーゼル車に対する新長期規制。本規制より識別記号がアルファベット3文字となる。詳細は当該記事を参照。
- 平成18年排出ガス規制 - 2006年施行。軽二輪車、第一種原付の試験モードが冷機モードへと変更される。ディーゼル特殊自動車も130 - 560 kW級を中心に規制強化。
- 平成19年排出ガス規制 - 2007年施行。小型二輪車、第二種原付の試験モードが冷機モードへと変更される。また産業機械に対する第2次規制として、ディーゼル特殊自動車も一部の規制強化が行われ、ガソリン・LPG特殊自動車も正式に排ガス規制の枠内に組み込まれる。
- 平成20年排出ガス規制 - 2008年施行。ディーゼル特殊自動車の37 - 56 kW及び56 - 75kW級が規制強化。
- 平成21年排出ガス規制 / 平成22年排出ガス規制 - 2009年から2010年にかけて施行。ガソリン車・ディーゼル車に対するポスト新長期規制。詳細は当該記事を参照。
- 平成23年排出ガス規制 - 2011年施行。産業機械に対する第3次規制として、ディーゼル特殊自動車の130 - 560 kW級が規制強化[24]。
- 平成24年排出ガス規制 - 2012年施行。特殊自動車に対する規制強化。
- 二輪車排出ガス試験導入[25] - 2012年施行。全てのオートバイの試験モードが世界統一二輪車排出ガス試験手順 （WMTC）に変更される。
- 平成25年排出ガス規制 - 2013年施行。ディーゼル特殊自動車の37 - 56 kW及び19 - 37 kW級に対する規制強化。
- 平成26年排出ガス規制 - 2014年施行。オフロード及びオンロードのディーゼル式特殊自動車に対する規制強化。
- 平成28年排出ガス規制[26] - 2016年施行。車両総重量3.5t以上のディーぜル重量車に対するポスト・ポスト新長期規制。及び、オートバイのWMTC試験における基準の規制強化。
- 平成30年排出ガス規制 - 2018年施行。乗用車、軽量車（車両総重量1.7t以下の貨物車）、中量車（車両総重量1.7t以上3.5t以下の貨物車）、及び軽貨物車に対する規制強化。
- 平成32年（令和2年）排出ガス規制[27] - 2020年施行。二輪車に対する規制強化。

## 排ガス対策機器

### マスキー法関連
- CVCC - 本田技研工業が開発した、世界で初めてマスキー法をクリアした副燃焼室式希薄燃焼エンジンの方式。
- ロータリーエンジン - エアポンプを用いた二次空気導入装置（サーマルリアクター）でマスキー法をクリア。Anti Pollutionの頭字語であるAPのグレード名が用いられた。
- 二次空気導入装置（エアインジェクション/サーマルリアクター/スモッグポンプ/リードバルブ）
- インテークマニホールド - ボルボは1968モデルイヤーよりエキゾーストマニホールドの熱でアイドリングから低負荷時のみ混合気を予熱する機構（このような機構は後にヒートライザーとも呼ばれた）を採用。キャブレターとは別にインテークマニホールド側にもスロットルバルブが設けられ、エンジン負荷が高くなると自動的にマニホールド側のバルブが開いて混合気が予熱機構をバイパスする仕組みである。1968年当時のカリフォルニア州スモッグ監視委員会の調査では、同時期の各社の排ガス対策機器の中ではボルボの機構が最も簡素で合理的なものであったと評された[28]。

### 昭和48年規制関連
- 点火装置 - ディストリビューターの改良やCDIなどの強力な点火装置の採用も排ガス対策に貢献した。
- 点火プラグ - 点火装置の改良により、火花ギャップは大きく広がることになった。
- PCVバルブ - 1960年代初頭に北米で光化学スモッグ対策のために導入。日本では昭和45年9月からブローバイガス還元装置としてPCVバルブまたはシールド式クランクケースブリーザーの装着が義務付けられる[29]。
- チャコールキャニスター - 1971年に北米で初採用
- ダッシュポット - キャブレター車において、スロットルの急激な戻りによるHC増加を抑制するショックアブソーバー[30]
- 排ガス減少装置 - BCDDとも呼ばれる。エンジンブレーキ時に適量混合気や空気を追加投入する事でHCを抑制するバイパス機構[31]
- 2ストロークオイル - オイルの品質改良も2ストローク機関の排ガス対策には重要な要素であった。
  - スズキ・SRIS - Suzuki Recycle Injection System。1972年よりオートバイのGT380やGT750で採用された機構で、1973年よりL50型にも採用された。アイドリング時にクランクケース下部に滞留した未燃焼オイルを加速の際に隣のシリンダーへ送り込み再燃焼させる事で、排気ガスへの未燃焼オイルの混入を軽減し、2ストローク特有の白い排気煙の減少を図った機構。後のLJ50型はこの機構に3気筒の排気干渉を利用した[32]チャンバーを組み合わせる事で、昭和50年暫定規制及び51年以降の正規規制値をもクリアし、1988年に至るまで2ストロークの命脈を保った[33]。

### それ以降の規制関連
- 三元触媒/酸化触媒/還元触媒 - 三元触媒として機能するためには、排気中の酸素濃度（O2センサーで測定）に対する空燃比のフィードバック制御が必須である。酸化触媒を経て登場した三元触媒は、後にほぼ全てのメーカーに採用された。
  - スズキ・TC-53 - ハニカム構造の酸化触媒を二重に配置（Twin Catalyst）し、エアポンプで二次空気も供給する事で、2ストローク機関における排ガス浄化を強化。これによりスズキは軽乗用車向けのT4A型とT5A型で昭和53年規制をクリアした[33]。
  - NAPS - 日産自動車の排ガス対策技術の総称。当初は酸化触媒を採用。
- 排気再循環（EGR） - 吸気に排気ガスを加えることで吸気中の酸素濃度を下げ、燃焼温度を下げることで窒素酸化物（NOX）の生成を抑制する。一旦排気バルブから出された排ガスを再度取り込む外部EGR方式と、可変バルブタイミング機構を用いて内部的に行う内部EGR方式とがある。EGRで取り込む排気ガスを冷却して効率を高めるクールドEGR式も実用化されている。
- ツインプラグ
  - 日産・Z型エンジン（NAPS-Z） / 日産・CAエンジン（NAPS-X） - 大量のEGR化でも安定した燃焼を行う目的で、燃焼室に2本の点火プラグを配置するツインプラグによる急速燃焼技術を採用。
  - スズキ・EPIC - 排気孔点火浄化装置（Exhaust Port Ignition Cleaner）の意。2ストローク機関における排ガス浄化を強化する為に、燃焼室と排気ポートに1本ずつの点火プラグを配置し、未燃焼ガス（HC）を再燃焼。併せてエアポンプでCOも浄化する仕組みである。1970年には既に特許を取得していた機構[34]であり、LC10W型（英語版）は更に前述のSRISも組み合わせられた[33]ものが、アメリカ合衆国環境保護庁のマスキー法試験に挑んだ記録が残っている。これによると、1973年に未対策のLC10型（フロンテGX）での試験では75モデルイヤー規制値に適合しなかったが[35]、翌1974年にEPIC機構搭載の試作型フロンテは日本の50年正規規制値よりも遙かに低い値で合格している[36]。しかし、この装置が必要となる1977年の50年正規規制値発効当時には既にLC10/10W型は550ccへの移行により姿を消しており、後継のT5A及びLJ50はいずれもEPICとは異なる機構で規制への適合を図った事から、市販車両への採用は行われなかったようである。
- DPF (DPF) - ディーゼルエンジンの排気ガスから粒子状物質 (PM) を捕集するフィルター。
- 選択触媒還元脱硝装置 (SCR) -  ディーゼルエンジンの排気ガス中の窒素酸化物 (NOx) をハイシリカゼオライト触媒や金属酸化物を触媒として窒素 (N2) と水 (H2O) に分解する装置。
- エンジンコントロールユニット（ECU） - エアフロメーターとO2センサーによる空燃比制御も排ガス規制に貢献した。
  - OBD - ECUの自己診断機能の統一規格。各社まちまちであった通信規格の統合により、当局による排ガス基準値チェック体制の強化に貢献した。
- 電子制御燃料噴射装置（EFI/EGI） - ガソリンエンジンでは精密な空燃比制御が必要になるにつれ普及し、キャブレターと置き換わっていった。噴射する位置により、シングルポイント（SPI）、マルチポイント（MPI）、筒内直噴（DI）に大別される。
- 電子制御式キャブレター（ECC） - EFIに比較して安価であり、万一ECUが故障してもフィードバック制御が無くなるのみで走行自体は一応可能である点が、初期のEFIと比較して長所とされた[7]。
  - いすゞ・I-CAS - Izusu Clean Air System。GMより供与された酸化触媒技術が主体。1975年式117クーペでは、70年に登場した日本初のEGIであるECGIに酸化触媒、EGR、二次空気導入装置を組み合わせたシステムを採用した。
- 希薄燃焼
  - トヨタトータルクリーンシステム（TTC） - トヨタの排ガス対策技術。この内のTTC-L（ダイハツではDECS-L）が希薄燃焼方式。
  - SEEC-T  - スバルの排ガス対策技術の総称。
  - ミツビシクリーンエアシステム（MCA） - 三菱自動車工業の公害対策技術。この内のMCA-JETは、希薄混合気や大量EGR下での燃焼を安定させた方式。
- 排気デバイス
  - スズキ・ERV（エキゾーストロータリーバルブ） - 1975年、2ストローク2気筒のL50型にて採用され、昭和50年規制を通過。3気筒化されたLJ50では排気干渉を利用した集合エキゾーストマニホールドのみで規制を通過できた事から、ごく短期間のみの採用となった。

### 不正機器
- ディフィートデバイス - 排ガス対策機器とは全く逆に、検査ラインでの排ガステストの時のみ有害物質の排出量を低く抑えるように調整された不正システム。ECUのプログラム内に隠し機能として実装された事が多く、2015年9月に発覚したフォルクスワーゲンの排出ガス不正問題（英語版）では、部品供給元のボッシュも不正に絡んでいた事もあり、それまでにも問題となっていたディーゼルエンジンの排出ガス不正問題（英語版）の枠を大きく飛び越え、同社のガソリンエンジン車や他の欧州車にまで不祥事が広がり、ヨーロッパ全体を巻き込んだ排ガス規制史上最大の不正行為に発展した。2017年2月、フォルクスワーゲン会長ハーバート・ディエス（ドイツ語版）は、英国デイリー・テレグラフの取材に対して、ディフィートデバイス問題が契機となり、同社が2006年以降TSIエンジンなどで推進してきたダウンサイジングコンセプトを終了させる事を明言[37]。排出ガス浄化・出力・燃費の全てを満足するにはアップサイジングコンセプトへの回帰が避けられないという指摘もある[38]。